# Alleanza Toro
Alleanza Toro è stata una compagnia di assicurazioni con sede a Torino, nata nel 2009 a seguito dell'incorporazione di Alleanza Assicurazioni all'interno di Assicurazioni Generali e della successiva fusione con Toro Assicurazioni.
Nel 2010 era riuscita a posizionarsi al 4º posto nel mercato italiano delle assicurazioni, con più di 3 milioni di clienti fidati e quote di premi superiori ai 5 miliardi di euro. Pochi anni dopo, Alleanza Toro era già riuscita a creare una rete di 2.000 agenzie con a carico più di 18.000 collaboratori.
Successivamente, la compagnia ha cessato l'attività alla fine del 2013: Alleanza Assicurazioni è tornata ad essere un marchio autonomo all'interno del Gruppo Generali, mentre la Toro Assicurazioni è entrata a far parte della capogruppo Generali Italia.